# تنوع الحياة البرية في إسرائيل وفلسطين
التنوع البيولوجي في إسرائيل وفلسطين هو الحيوانات والنباتات والفطريات الموجودة في المنطقة الجغرافية إسرائيل دولة فلسطين (الضفة الغربية قطاع غزة). تمتد هذه المنطقة الجغرافية ضمن فلسطين من نهر الأردن وادي عربة في الشرق، إلى البحر الأبيض المتوسط وصحراء سيناء في الغرب، إلى لبنان في الشمال، وإلى خليج العقبة أو إيلات في الجنوب.
تعد المنطقة جزءًا من مملكة القطب الشمالي القديم، الواقعة في حوض البحر الأبيض المتوسط، والذي يدعم مناخه الغابات المتوسطية والأراضي الحرجية والمناطق الشجرية. ويشمل ذلك الغابات الصنوبرية ذات الأوراق العريضة الصلبة في شرق البحر الأبيض المتوسط والمناطق البيئية للغابات الصنوبرية الجبلية والغابات المتساقطة الأوراق في جنوب الأناضول.
هناك خمس مناطق جغرافية ويختلف المناخ من شبه جاف إلى معتدل إلى شبه استوائي. تضم المنطقة مجموعة متنوعة من النباتات والحيوانات؛ تم تحديد ما لا يقل عن 47،000 نوع حي، مع وجود 4،000 نوع آخر يُفترض وجودها. يوجد ما لا يقل عن 116 نوعًا من الثدييات في فلسطين/إسرائيل، بالإضافة إلى 511 نوعًا من الطيور و97 نوعًا من الزواحف و7 أنواع من البرمائيات. كما يوجد ما يقدر بنحو 2،780 نوعًا من النباتات.

## الجغرافيا
تقع فلسطين (توضيح) مع قطاع غزة وإسرائيل والضفة الغربية في الطرف الشرقي للبحر الأبيض المتوسط، والتي كانت تسمى تقليديا بلاد الشام. يحد إسرائيل من الشمال لبنان، ومن الشمال الشرقي سوريا. تقع الأردن إلى الشرق والجنوب الشرقي من الضفة الغربية وإسرائيل؛ ويحد إسرائيل وقطاع غزة من الجنوب الغربي شبه جزيرة سيناء المصرية ومن الغرب البحر الأبيض المتوسط.

### المناخ
تنقسم المنطقة إلى ثلاث مناطق مناخية رئيسية ومنطقة مناخية مصغرة واحدة:
1. منطقة مناخ البحر الأبيض المتوسط، تتميز بصيف طويل حار بلا مطر وشتاء قصير نسبيا بارد ممطر. قد تصل كمية الأمطار إلى 400 ملم لمدة عام (في الجنوب حول غزة)، إلى 1200 ملم لمدة عام (في أقصى شمال إسرائيل). تشمل المناظر الطبيعية في البحر الأبيض المتوسط عدة أنواع من الغابات، والشجيرات، والأراضي القاحلة، والمستنقعات، والأراضي العشبية الشبيهة بالسافانا. الحيوانات والنباتات هي في الغالب من أصل أوروبي.
2. منطقة مناخ السهوب. إنه شريط ضيق (لا يزيد عرضه عن 60 سم) كم، وفي الغالب أضيق بكثير) بين منطقة البحر الأبيض المتوسط ومنطقة الصحراء. يتراوح معدل هطول الأمطار من 400 مم للسنة إلى 200 ملم للسنة. تشمل هذه المنطقة المناخية في الغالب الأراضي العشبية المنخفضة وأشكال الشجيرات القوية. وتعود أغلب الحيوانات والنباتات إلى أصول آسيوية وصحراوية.
3. وتغطي منطقة المناخ الصحراوي، وهي أكبر منطقة مناخية في إسرائيل وفلسطين، النصف الجنوبي من البلاد مثل النقب، في حين تمتد برية الخليل إلى منطقة البحر الميت عبر الضفة الغربية وإلى وادي الأردن الجنوبي. هطول الأمطار منخفض يصل إلى 32 ملم سنويا في أقصى جنوب فلسطين/إسرائيل في وادي عربة. تنمو في هذه المنطقة المناخية الجافة نباتات شجيرة متناثرة أو أراضٍ عشبية صحراوية في أجزائها الأكثر رطوبة. وفي المناطق الأكثر جفافا، تقتصر النباتات على مجاري الأنهار الجافة والوديان، المعروفة باسم الوديان، وفي بعض الأماكن تكون غائبة تقريبا. في بعض الوديان الكبرى، يمكن العثور على الشجيرات الصحراوية وغابات الأكاسيا. الحيوانات والنباتات هي في الغالب من أصل صحراوي. وتوجد أيضًا نباتات سودانية.
4. المناخ الاستوائي (السوداني) بجانب ينابيع الصحراء اليهودية. يشير في الغالب إلى عين جدي وخور عروجوت. ونتيجة لارتفاع مستوى المياه الجوفية في المنطقة، والمناخ الحار الثابت في صحراء يهودا، نشأت نباتات مرتبطة بالسافانا الاستوائية (وليس الغابات المطيرة، كما يعتقد الكثيرون) من أصل شرق أفريقي في منطقة الينابيع. الحيوانات هي تلك الموجودة في منطقة الصحراء.

يتم تحديد المناخ من خلال الموقع بين الجفاف شبه الاستوائي في الصحراء الكبرى والصحاري العربية، والرطوبة شبه الاستوائية في بلاد الشام أو شرق البحر الأبيض المتوسط. الظروف المناخية متغيرة للغاية داخل المنطقة وتتغير محليًا حسب الارتفاع وخط العرض والقرب من البحر الأبيض المتوسط.

## التصنيف
فيما يلي تصنيف تصنيفي حتى مستوى الفصيلة لجميع الأنواع الموجودة في المنطقة.
- عالم بروتيستا
- عالم الفطريات
  - الشعبة: الفطريات الزقية، الفطريات القاعدية، الفطريات الكبيبية، الفطريات المخاطية، الفطريات الزيجومية، الفطريات الكيترية، الفطريات المشوهة
- عالم النباتات
  - الشعب: أنثوسيروفيتا، بريوفيتا، شاروفيتا، كلوروفيتا، سيكادوفيتا، خيليات، جنكفية، جنيتوفيتا، كبدية، ليكوبوديوفيتا، ماغنوليوفيتا، أوفيوغلوسوفيتا، صنوبريات، بسيلوتوفيتا، بتريدوفيتا*Realm Animalia
  - العالم الفرعي: بارازوا
    - الشعبة: بوريفيرا

  - العالم الفرعي: أغنوتوزوا
    - الشعبة: أورثونيكتيدا، بلاكوزوا، معينية

  - العالم الفرعي: الحيوانات المتماثلة
    - الشعبة الفائقة: شعاعيات
      - شعبة: اللاسعات، كتينوفورا

    - بيلاتريا: بروتوستوميا
      - الشعب: شوكيات الرأس، الحلقيات، مفصليات الأرجل، ذراعيات الأرجل، الحزازيات، الديدان الحلقية، السيكليوفورا، الإيكيورا، الإنتوبروكتا، الجاستروتريشا، الفكيات، الكينورينشا، اللوريسيفيرا، ميكروجناثوزوا، الرخويات، الميزوستوميدا، الديدان الخيطية، الديدان الشكلية، النيمرتيا، أونيكوفورا، الفورونيدا، الديدان المسطحة، البريابولا، الدوارات، السيبونكولا، بطيئات الخطو

    - ثنائيات الفم: ثنائيات الفم
      - الشعب: شوكيات الجلد، نصف الحبليات، الحبليات، زينوتوربيليدا

## التهديدات التي تواجه التنوع البيولوجي

### جدار الفصل
الجدار الفاصل أو «حاجز الضفة الغربية»، الذي بدأ بناؤه في عام 1994، أعاق قدرة الحيوانات البرية المحلية على التحرك بحرية، مما أثر على وصولها إلى المياه وأنماط هجرتها. هذا الحاجز فصل ولا يزال يفصل المزارعين الفلسطينيين عن أراضيهم الزراعية. وقد تسبب ذلك في الرعي الجائر بسبب تربية الماشية في قطع أراضي أصغر. يؤدي الرعي الجائر إلى فقدان الكتلة الحيوية النباتية وأنواع النباتات.. أدى بناء الجدار إلى تدهور الموائل والنظم البيئية المجاورة، مما أدى إلى انخفاض أعداد الأنواع المحلية مثل الغزلان. كما أدى الجدار إلى تغيير مجرى المياه، مما أضر بأعداد البرمائيات..

### المستوطنات
اعتمد إنشاء المستوطنات الإسرائيلية والبنية التحتية الداعمة لها على اقتلاع الأشجار وإزالة الغابات. وعلى غرار الجدار الفاصل، تشكل المستوطنات حواجز أمام الحياة البرية. كما أن زيادة التحضر، من خلال نمو المستوطنات، تؤدي إلى زيادة استهلاك الموارد والتلوث، من خلال أمور مثل تصريف مياه الصرف الصحي..

### أوروبة المناظر الطبيعية
89% من الغابات المزروعة في إسرائيل تتكون من أنواع غير أصلية، وبشكل أساسي من أشجار دائمة الخضرة أوروبية. هذه الأنواع لا تدعم الموائل أو الاحتياجات الغذائية للحيوانات البرية الأصلية. كما تسببت هذه الأشجار دائمة الخضرة في تحمض التربة والنباتات المجاورة. إن استبدال إسرائيل للأنواع الأصلية بأنواع أوروبية غير أصلية تحت ستار «تخضير الصحراء» يقلل من التنوع البيولوجي في المنطقة..

## قواعد البيانات الإلكترونية
فيما يلي قواعد بيانات جيدة الإعداد على الإنترنت حول التنوع البيولوجي في منطقة فلسطين وإسرائيل.
- فلورا إسرائيل أونلاين، الجامعة العبرية، القدس
- بيوجيس: نظام معلومات التنوع البيولوجي في إسرائيل
- كتاب إلكتروني لجامعة الحديقة النباتية
- التنوع البيولوجي في الأردن وإسرائيل

### المقالات
- أنواع الطيور في إسرائيل

### المجتمعات
- جمعية الحياة البرية الفلسطينية (جمعية الحياة البرية الفلسطينية)
- هيئة حماية الطبيعة والمتنزهات الوطنية في إسرائيل

### مراقبة الطيور
- مراقبة الطيور في إسرائيل: عالم الطيور، وجولات مراقبة الطيور ومراقبتها في إسرائيل
- المركز الدولي لدراسة هجرة الطيور
- المركز الإسرائيلي للطيور الياردية
- مرصد الطيور في القدس (مرصد الطيور في القدس)

### المصورون
- ريتنر أوز: مجموعة مذهلة من الصور الرائعة للمخلوقات الصغيرة في المنطقة مع تصنيف علمي دقيق
- إيليا شالاماييف: صور ممتازة للحياة البرية في المنطقة
- فاديم أونيشينكو
- الحافة: مجموعة قابلة للبحث من صور الطبيعة. ابحث عن فلسطين وإسرائيل في قاعدة البيانات. تم إنشاء الموقع بواسطة نيل بينفي

### الدول المجاورة
- موقع المها العربي

## صور مختارة

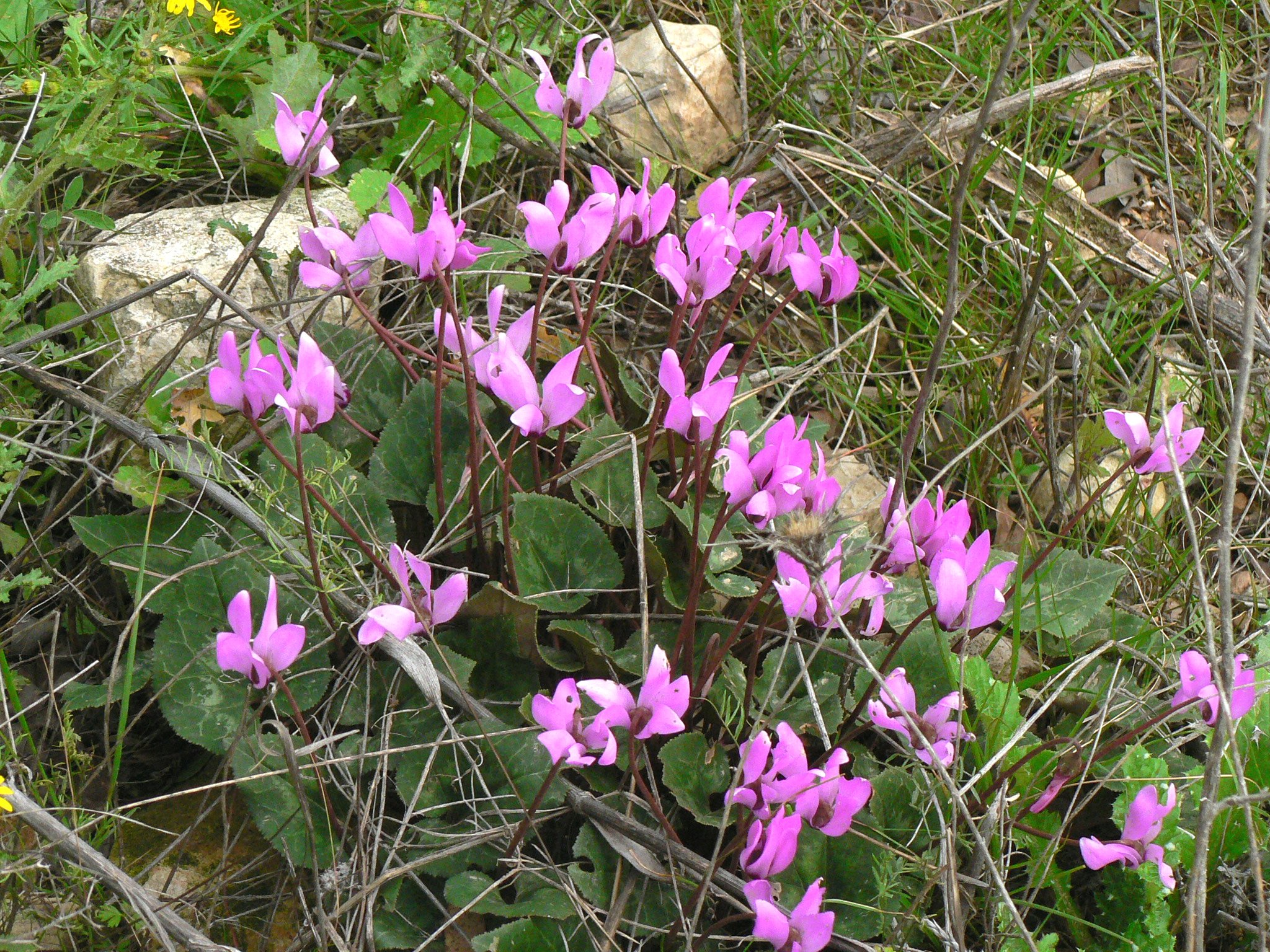
سيكلامين بيرسيكوم
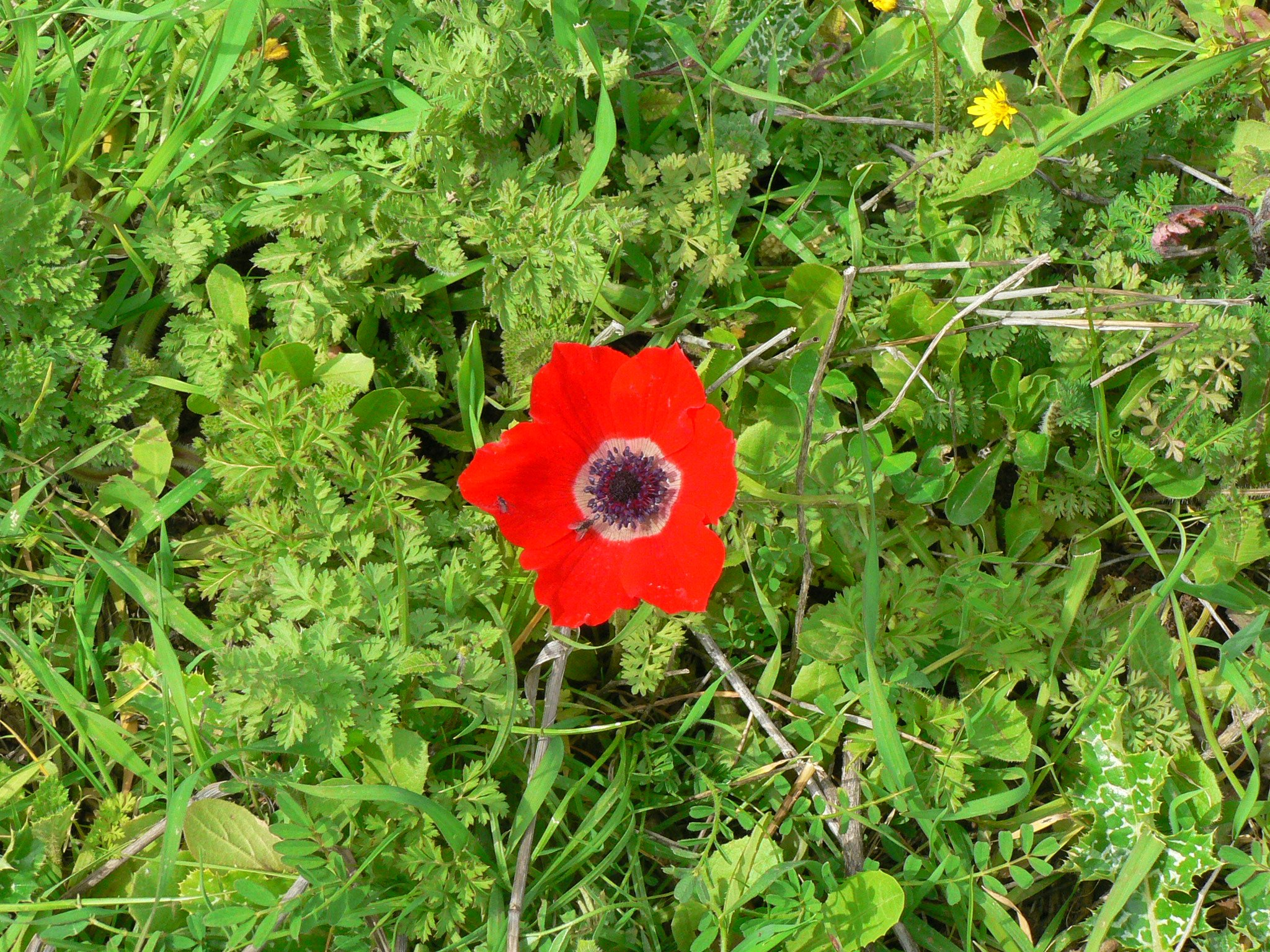
شقائق النعمان التاجية
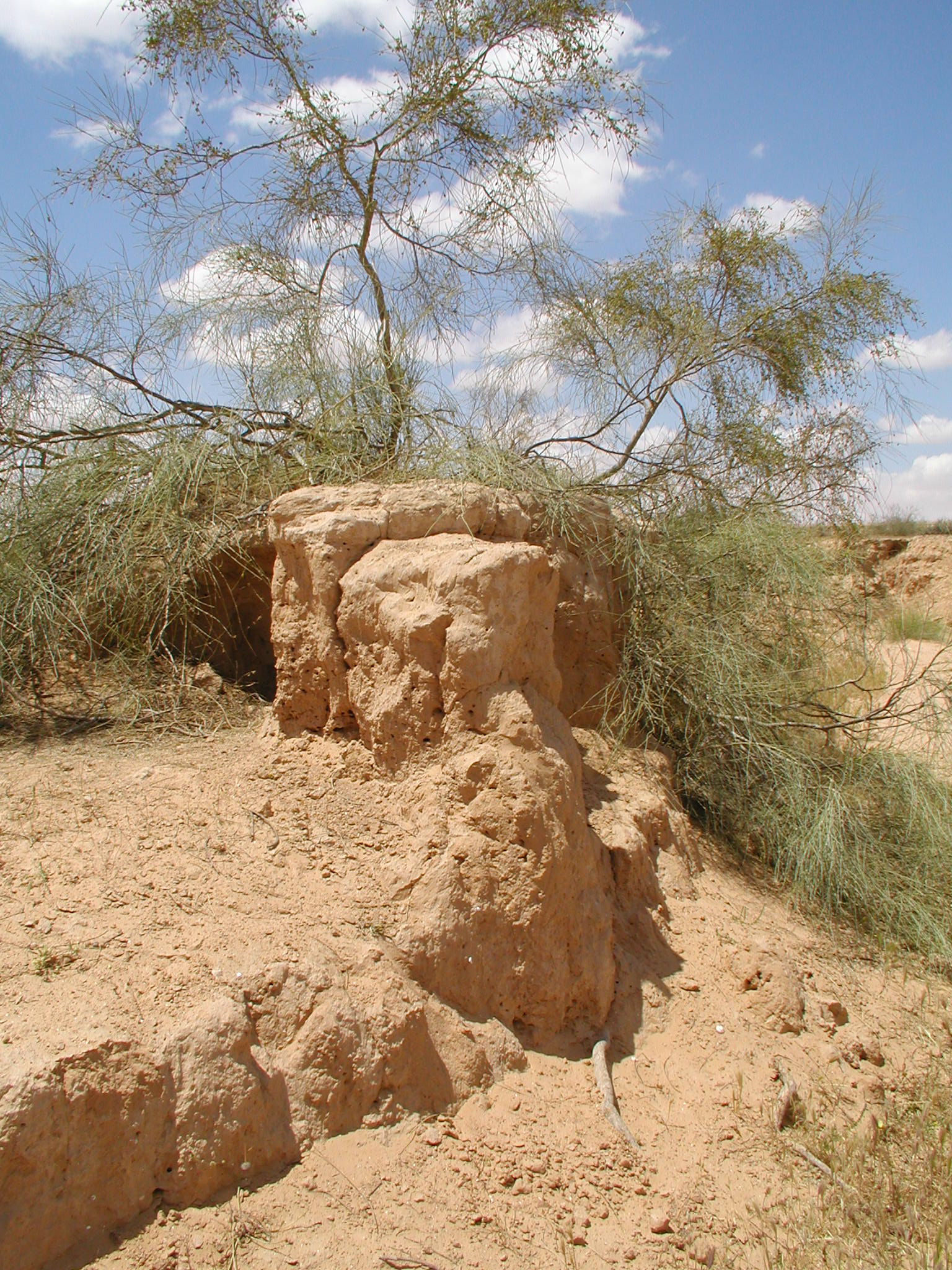
هالوكسيلون بيرسيكوم
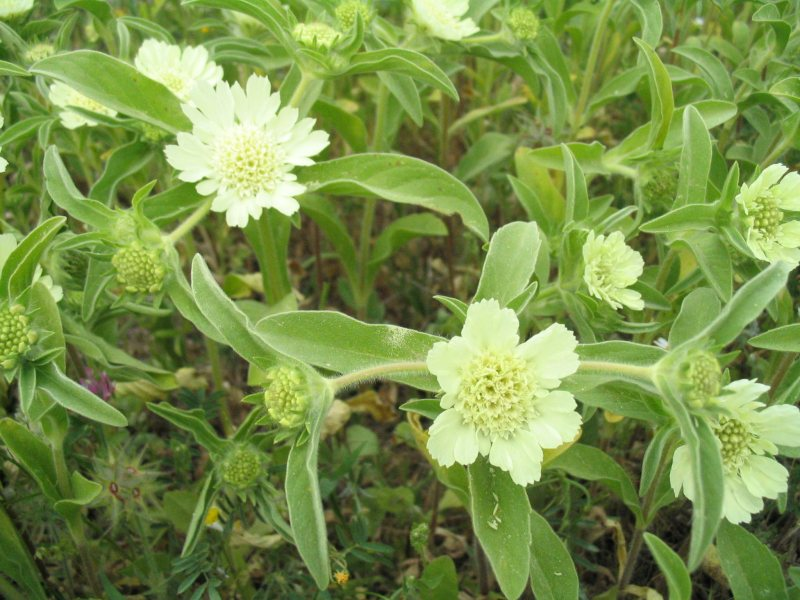
سكابيوسا بروليفيرا